# Elyra eugenes
Elyra eugenes är en fjärilsart som beskrevs av Louis Beethoven Prout 1928. Elyra eugenes ingår i släktet Elyra och familjen nattflyn. Inga underarter finns listade i Catalogue of Life.